# Vlasulja
Vlasulja är ett berg i Bosnien och Hercegovina, på gränsen till Montenegro. Det ligger i den sydöstra delen av landet, 70 km söder om huvudstaden Sarajevo. Toppen på Vlasulja är 1 908 meter över havet.
Terrängen runt Vlasulja är bergig åt nordost, men åt sydväst är den kuperad. Runt Vlasulja är det ganska glesbefolkat, med 48 invånare per kvadratkilometer.. Närmaste större samhälle är Gacko, 14,7 km väster om Vlasulja. 
Omgivningarna runt Vlasulja är en mosaik av jordbruksmark och naturlig växtlighet.